# Zanica

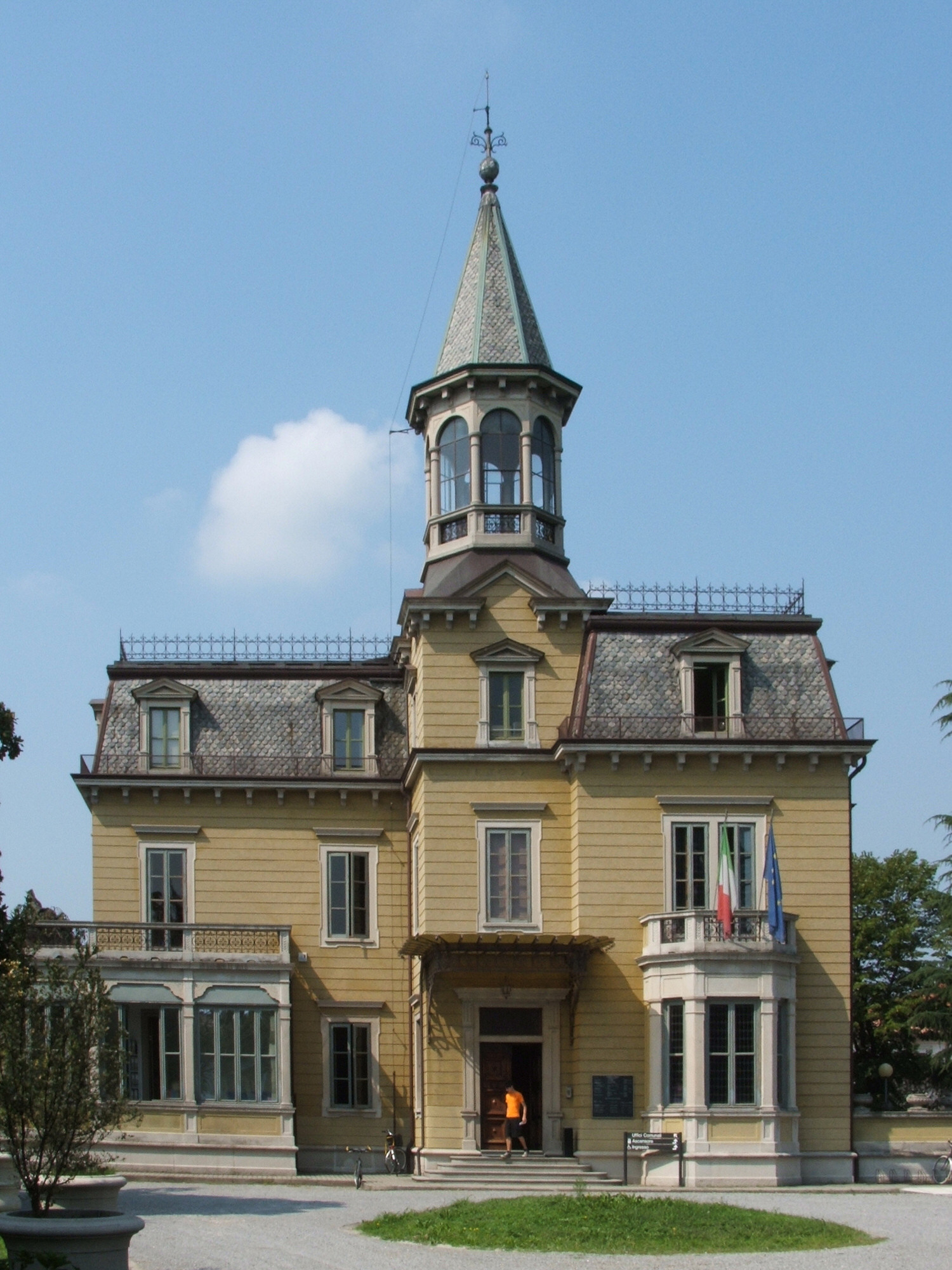
Zanica (BG) - Lombardy - Ý, tòa thị chính

Zanica là một đô thị ở tỉnh Bergamo trong vùng Lombardia, có vị trí cách khoảng 45 km về phía đông bắc của Milan và khoảng 8 km về phía nam của Bergamo. Tại thời điểm ngày 31 tháng 12 năm 2004, đô thị này có dân số 7.284 người và diện tích là 14,7 km².
Zanica giáp các đô thị: Azzano San Paolo, Cavernago, Comun Nuovo, Grassobbio, Orio al Serio, Stezzano, Urgnano.